# 贝尔西亚尔
贝尔西亚尔，是西班牙卡斯蒂利亚-莱昂塞戈维亚省的一个市镇。 总面积21平方公里，总人口120人（2001年），人口密度6人/平方公里。